# Y Bham Enuol
Đây là một tên người Ê Đê; họ tên được viết theo thứ tự tên trước, họ sau: họ là Êñuôl.
Y Bhăm Êñuôl (1913 — 1975), cũng được viết là Y Bhăm Êñuôl, người dân tộc Êđê là người sáng lập và lãnh đạo tổ chức FULRO.

## Thân thế
Y Bhăm Êñuôl sinh năm 1913, dân tộc Ê-đê, sinh trưởng tại Buôn Kram Buôn Ma Thuột - Đăk Lăk. Nay là Buôn Kram xã Êa Tiêu huyện Cư Kuin tỉnh Đắk Lắk. Y-Bhăm lớn lên trong một đại gia đình nghèo, trong thời gian người Pháp cai trị Daklak.

## Phong trào đấu tranh của người Thượng
Năm 1958, Y Bhăm Êñuôl cùng một số trí thức người Thượng, thành lập tổ chức BAJARAKA. Tháng 5 năm 1958, Y Bhăm Êñuôl cùng 16 đại diện sắc tộc khác ký vào 2 kháng thư gởi đến tòa Đại sứ Pháp, tòa Đại sứ Hoa Kỳ, các tòa đại sứ khác tại Sài Gòn và Liên Hợp Quốc tố cáo những hành vi phân biệt đối xử của chính quyền Ngô Đình Diệm đối với các sắc tộc thiểu số; văn thư đó cũng kể lại những đóng góp của các dân tộc miền núi trong việc chống lại quân phiệt Nhật, Việt Minh và Việt Cộng. BAJARAKA yêu cầu các cường quốc can thiệp để người Thượng có một "lãnh thổ biệt lập" ("un territoire à part", nguyên văn). Sau đó Y Bhăm Êñuôl thành lập Ủy ban Tự Trị Trung ương, trụ sở đặt tại Pleiku để chỉ huy phong trào BAJARAKA.
Tháng 9 năm 1958, sau khi BAJARAKA tổ chức hàng loạt cuộc biểu tình tại Kon Tum, Pleiku, Buôn Ma Thuột, Y Bhăm Êñuôl bị bắt cùng với những lãnh tụ của phong trào BAJARAKA. Năm 1963, sau cuộc đảo chính lật đổ Ngô Đình Diệm, Y Bhăm Êñuôl được thả và được bổ nhiệm vào chức vụ phó tỉnh trưởng tỉnh Đắc Lắc. Tháng 3 năm 1964, Y Bhăm Êñuôl tham gia sáng lập và trở thành chủ tịch Mặt trận Giải phóng Cao Nguyên.

## FULRO ra đời

Lá cờ FULRO.

Năm 1964, Y Bhăm Êñuôl tham gia sáng lập và giữ chức Chủ tịch Ủy ban Chấp hành Trung ương tổ chức FULRO.
Do chủ trương ôn hòa, giải quyết các vấn đề mâu thuẫn Kinh-Thượng theo phương thức hòa bình, ngày 30 tháng 12 năm 1968, Les Kosem bắt Y Bhăm Êñuôl đưa về Phnôm Pênh giam lỏng. Năm 1975, khi Khmer Đỏ tiến chiếm Phnôm Pênh, Y Bhăm Êñuôl cùng gia đình và các thủ lĩnh FULRO khác chạy vào tòa đại sứ Pháp tị nạn. Bất chấp quy chế ngoại giao, quân Khmer Đỏ tràn vào tòa đại sứ bắt tất cả những ai không phải là người Pháp. Y Bhăm Êñuôl bị Khmer Đỏ hành quyết trong sân tòa đại sứ.